# Aabachweiher
Der  Aabachweiher ist ein kleiner Stausee, der sich im südöstlichen Teil des Gemeindegebietes von Horgen in einem Einschnitt befindet, den der Aabach auf seinem Lauf von der Geländeterrasse zum Zürichsee geformt hat. Mit dem Staudamm werden 100'000 Kubikmeter Wasser des Aabachs gespeichert. Er gilt als einer der ersten Schweizer Staudämme, bei dem sich ein Erdkern nachweisen lässt.

## Geschichte
Die Wasserkraft des Aabaches wurde schon seit Jahrhunderten genutzt, 1341 wird eine Mühle am Aabach ⊙ erwähnt, seit 1608 eine Sägerei und später auch Lehmwalzen der Ziegelei in Käpfnach.

### Wasserkraft
1881 wurde die Wasserwerkgesellschaft Aabach gegründet, um die Horgner Industriefirmen (Mechanisierung der Seidenweberei) und das Gewerbe unabhängig von den wetterbedingten Schwankungen der Horgner Bäche zu machen und ihnen eine das ganze Jahr hindurch gleichbleibende Kraftversorgung zu gewährleisten. Dazu wurden am Aabach in Käpfnach umfangreiche Wasserbauten vorgenommen und das Wasser in Röhren nach Horgen geführt.

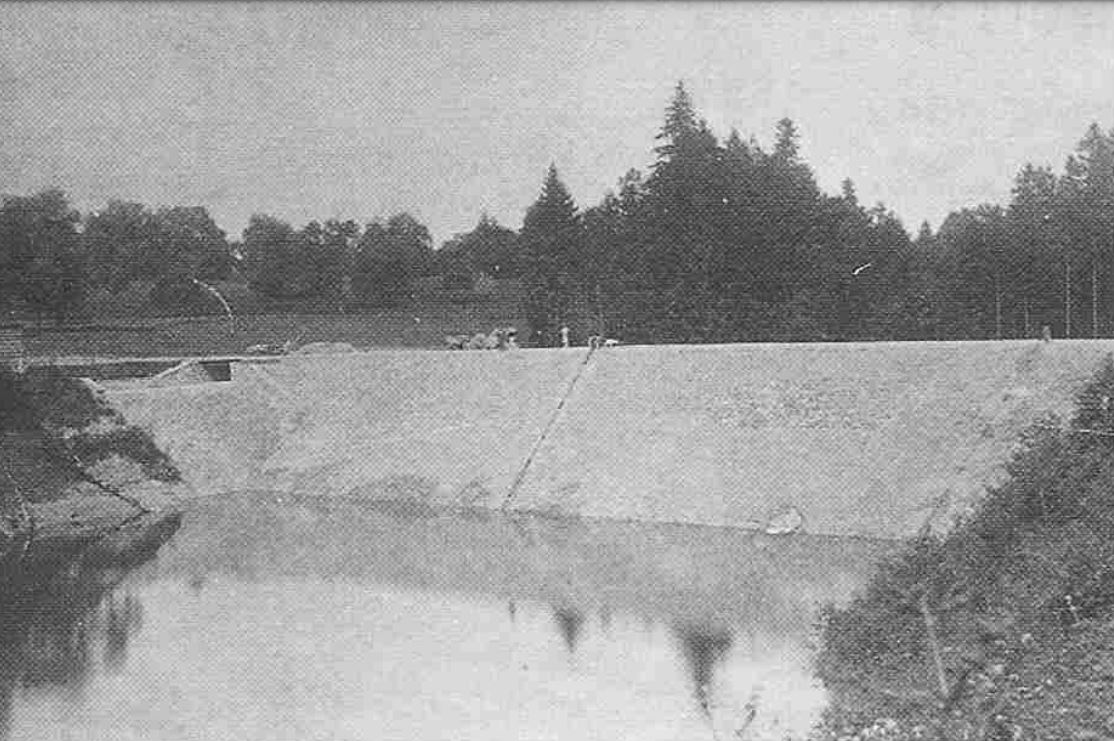
Staudamm Aabachweiher vor dem Einstau 1883

1883 wurde eine Hochdruck-Speicheranlage nach den Plänen des Solothurner Wasserbauingenieurs Franz Allemann fertiggestellt.  Der erstellte Erddamm ⊙ hat eine mittlere Höhe von 14 Metern, ist 80 Meter lang und staut den Aabach zu einem 310 Meter langen Weiher. Der Querschnitt des Dammes hatte eine steilere Wasser- als Luftseite, weil man sich der Gefahr von raschen Stauabsenkungen noch nicht bewusst war.
Die Energieverteilung erfolgte mittels Wasser mit einem Druck von rund 1 mPa an Kleinturbinen von 0,4 bis 22 kW Leistung bei den einzelnen Energiebezügern. Die an das Leitungsnetz angeschlossenen Firmen trieben ab 1883 mit dem Wasser ihre Turbinen. Der Energiebezug wurde in Pferdestärken (PS) abgerechnet. In erster Linie wurde das Ortszentrum Horgen versorgt. Abgelegene Fabriken konnten sich mit privaten Zweigleitungen anschliessen. Solche Leitungen entstanden unter anderem dem See nach bis zur Seidenfärberei Zwald im Seehuus ⊙ und dorfaufwärts bis zur Seidenweberei Baumann & Streuli auf Burghalden ⊙. Weil die konstante Energielieferung der Energieerzeugung bei Motorenleistungen bis 30 PS der Dampfkraft noch überlegen war, wurde das Angebot gut benutzt. In den mechanischen Seidenwebereien Stünzi im Talhof ⊙ und Baumann & Streuli auf Burghalden ersetzte die Wasserkraft aus dem Aabach die Dampfkraft vollständig. Auch die Textilmaschinenfabrik Schweiter ⊙ an der Lindenstrasse und die Webgeschirrfabrk Grob ⊙ an der Eisenhofstrasse nutzten in den 1890er Jahren ausschliesslich diese Energie.
Für das Sängerfest im Juni 1883 wurde in der Festhütte Käpfnach die erste elektrische Beleuchtung mit Aabachweiherwasser in Betrieb genommen.
Das vom Aabachweiher gespeiste Kleinkraftwerk in Käpfnach wurde 1938 gebaut ⊙.

### Elektrizität
Mit den stärkeren Motoren mit über 50 PS nahm die Nutzung der Dampfkraft gegenüber der Wasserkraft wieder zu. Daneben bezogen die Unternehmen auch Gas vom Horgner Gaswerk (1900–1963) ⊙ und Elektrizität. Durch die zunehmende Verfügbarkeit von Elektrizität wurde die Wasserkraft überflüssig, und das 1905 von der Gemeinde Horgen übernommene Aabachwerk wurde in den 1930er Jahren zur Erzeugung von Elektrizität umgenutzt.
Eine Druckleitung führt das Wasser auf einer Länge von rund 2,5 Kilometern unter der Rietwiesstrasse mit einem Höhenunterschied von 125 Metern zur Turbine im Turbinenhaus des Kraftwerks in Käpfnach. Die 125 Jahre alte Druckleitung aus Guss wurde im Jahr 2010 durch den Einzug von etwas dünneren Kunststoffrohren saniert, nachdem es wiederholt zu Wasserrohrbrüchen gekommen war.
Heute liefert das Kleinkraftwerk Strom für rund 300 Haushalte. Die Stromproduktion beträgt jährlich 1,2 Millionen Kilowattstunden Strom, was 2017 einem Prozent des Verbrauchs in der Gemeinde Horgen entsprach.